# 卡梅賈克
46°07′N 48°05′E / 46.117°N 48.083°E
卡梅賈克（俄语：Камызяк）是俄羅斯阿斯特拉罕州的一個城市，位於伏爾加河三角洲上，南距阿斯特拉罕27公里。2002年人口16,052人。
1973年建市。